# Phu Si Lùng
 (avril 2017).
Si vous disposez d'ouvrages ou d'articles de référence ou si vous connaissez des sites web de qualité traitant du thème abordé ici, merci de compléter l'article en donnant les références utiles à sa vérifiabilité et en les liant à la section « Notes et références ».
Le Phu Si Lùng est un sommet du Nord du Viêt Nam situé à l'extrémité orientale des prolongements de l'Himalaya, dans la province de Lai Châu. La frontière sino-vietnamienne passe à proximité, à l'est puis au nord de la cime. La montagne fait partie d'une des suites de massifs qui convergent vers l'Ailao Shan, en Chine. Avec 3 076 mètres d'altitude, le sommet est le deuxième plus élevé du Viêt Nam, après le Phan Xi Păng. Le Phu Si Lùng domine la vallée de la Sông Đà (en français rivière Noire), et se trouve à vingt-sept kilomètres au nord de la petite ville de Mường Tè, chef-lieu du district homonyme. Il fait partie de la commune (xã) de  Pa Vệ Sử.